# Ana Tostões
Ana Cristina Santos Tostões (Lisboa, 3 de Abril de 1959), mais conhecida como Ana Tostões, é um arquiteta, historiadora de arquitetura e professora catedrática portuguesa. A sua especialidade é Teoria e História Crítica da Arquitetura Contemporânea.
Em 2006 foi agraciada pelo Presidente da República com o grau de Comendadora da Ordem do Infante D.Henrique, pelo seu trabalho na divulgação da arquitectura portuguesa, em Portugal e no estrangeiro.
É, desde 2010, presidente do DOCOMOMO (Comité Internacional para Documentação e Conservação do Património Moderno), sendo também editora da revista científica desta organização.

## Biografia
Licenciou-se em Arquitectura pela Escola Superior de Belas-Artes de Lisboa em 1982. Em 1994, oficializa o seu título de historiadora da arquitectura, com um Mestrado em História de Arte, pela Universidade Nova de Lisboa. Concluiu o doutoramento em Engenharia do Território, no Instituto Superior Técnico, em 2002. A sua tese, Cultura e tecnologia na arquitectura moderna portuguesa, foi mais tarde adaptado e publicado em livro.
É, desde 2010, presidente do DOCOMOMO (Comité Internacional para Documentação e Conservação do Património Moderno), sendo também editora da revista científica desta organização. Foi sob o seu mandato que a organização se mudou de Barcelona para Lisboa, em 2014.
Foi vice-presidente da secção portuguesa da AICA (Associação Internacional de Críticos de Arte) e Vice-Presidente da Ordem dos Arquitectos. 

## Reconhecimentos e Prémios
Ana Tostões é Comendadora da Ordem do Infante D. Henrique. Foi, ainda, uma das cientistas escolhidas para figurar na 1ª edição da iniciativa "Mulheres na Ciência" do programa Ciência Viva, em 2016. O projecto visa enaltecer o trabalho de mulheres cientistas em Portugal.
- 1994 - Prémio Municipal Júlio de Castilho de Olisipografia[4]
- 2006 - Grau de Comendador da Ordem do Infante D. Henrique (30 de Janeiro)[6][7][13]
- 2014 - Prémio Gulbenkian da Academia Portuguesa de História, pela obra Arquitectura Moderna em África:  Angola e Moçambique[4]
- 2015 - Prémio da X Bienal Ibero-Americana de Arquitectura y Urbanismo, pela obra A Idade Maior. Cultura e Tecnologia na Arquitectura Moderna Portuguesa[4]
- 2024 - Medalha da Crítica e das Publicações - Prémio da Academia de Arquitectura 1965 (França)[14]

## Obra
Tostões publicou 13 livros e 95 artigos científicos, participou na curadoria de 10 exposições e organizou 41 eventos científicos sobre arquitectura.

### Livros seleccionados:
- Tostões, A., Ferreira, Z. (ed.) (2016), Adaptive Reuse. The Modern Movement towards the Future, Lisboa, Docomomo International/Casa da Arquitectura. ISBN 9789899964501.

- Tostoês, A.. (2015) A Idade Maior. Cultura e Tecnologia na Arquitectura Moderna Portuguesa. FAUP Publicações, Faculdade de Arquitectura da Universidade do Porto. Portugal.

- Tostões, A. (2014), Restauro e Renovação do Grande Auditório, Lisboa, Fundação Calouste Gulbenkian. ISBN 9789898807014.

- Tostões, A. (ed.) (2014), Arquitectura Moderna em África:  Angola e Moçambique, Caleidoscópio. ISBN 9789896582401.

- “Modern Built Heritage Conservation Policies: How to Keep Authenticity and Emotion in the Age of Digital Culture”, Built Heritage, n. 2, vol. 2, Tongji, Tongji University (2018);

- "How to Love Modern [Post-]Colonial Architecture: Rethinking Memory in Angola and Mozambique Cities", Architectural Theory Review, v. 20, n. 3 – Africa Critical, London, Taylor & Francis Group (2017);

### Exposições seleccionadas
- Portugal: Architektur im 20. Jahrhundert (Deutsche Architektur Museum, Frankfurt, 1997);
- Keil do Amaral, o arquitecto e o humanista (1999);
- Arquitectura Moderna Portuguesa 1920-1970, um património para conhecer e salvaguardar (Porto, Lisboa, Évora, Coimbra, 2001-2004);
- Arquitectura e Cidadania. Atelier Nuno Teotónio Pereira (2004);
- Biblioteca Nacional de Portugal.Exterior/Interior (2004);
- Gulbenkian Headquarters and Museum, The architecture of the 60s (2006); Lisboa 1758: The Baixa Plan Today (2008)